# Lúa
Lúa là một trong năm loại cây lương thực chính của thế giới, cùng với bắp (Zea Mays L., tên khác: ngô), lúa mì (Triticum sp, tên khác: tiểu mạch), sắn (Manihot esculenta Crantz, tên khác: khoai mì) và khoai tây (Solanum tuberosum L.). Theo quan niệm xưa lúa cũng là một trong sáu loại lương thực chủ yếu trong Lục cốc.
Lúa trong bài này nói tới hai loài (Oryza sativa và Oryza glaberrima) trong họ Poaceae, có nguồn gốc ở vùng nhiệt đới và cận nhiệt đới khu vực đông nam châu Á và châu Phi. Hai loài này cung cấp hơn 1/5 toàn bộ lượng calo tiêu thụ bởi con người .
Lúa là loài thực vật thuộc một nhóm các loài cỏ đã thuần dưỡng. Lúa sống một năm, có thể cao từ 1-1,8 m, đôi khi cao hơn, với các lá mỏng, hẹp (khoảng 2-2,5 cm) và dài 50–100 cm. Rễ chùm, có thể dài từ 2–3 m/cây trong thời kỳ trổ bông. Tuỳ thời kì sinh trưởng, phát triển mà lá lúa có màu khác nhau. Khi lúa chín ngả sang màu vàng. Các hoa nhỏ, màu trắng sữa, tự thụ phấn mọc thành các cụm hoa phân nhánh cong hay rủ xuống, dài 35–50 cm. Hạt là loại quả thóc (hạt nhỏ, cứng của các loại cây ngũ cốc) dài 5–12 mm và dày 1–2 mm. Cây lúa non được gọi là mạ.
Sau khi ngâm ủ, người ta có thể gieo thẳng các hạt lúa đã nảy mầm vào ruộng lúa đã được cày, bừa kỹ hoặc qua giai đoạn gieo mạ trên ruộng riêng để cây lúa non có sức phát triển tốt, sau một khoảng thời gian thì nhổ mạ để cấy trong ruộng lúa chính. Sản phẩm thu được từ cây lúa là hạt lúa, hoặc còn gọi là thóc. Sau khi xát bỏ lớp vỏ ngoài thu được sản phẩm chính là gạo và các phụ phẩm là cám và trấu. Gạo là nguồn lương thực chủ yếu của hơn một nửa dân số thế giới (chủ yếu ở châu Á và châu Mỹ La tinh), điều này làm cho nó trở thành loại lương thực được con người tiêu thụ nhiều nhất. Trong tiếng Anh, từ rice (lúa, gạo) có nguồn gốc từ arisi trong tiếng Tamil. Lúa là loài cây trồng ngắn ngày nhưng cũng có thể coi là dài ngày.

## Lịch sử
Người ta cho rằng tổ tiên của chi lúa Oryza là một loài cây hoang dại trên siêu lục địa Gondwana cách đây ít nhất 130 triệu năm và phát tán rộng khắp các châu lục trong quá trình trôi dạt lục địa. Hiện nay có khoảng 21 loài cây hoang dại thuộc chi này và 2 loài lúa đã được thuần hoá là lúa châu Á (Oryza sativa) và lúa châu Phi (Oryza glaberrima) .

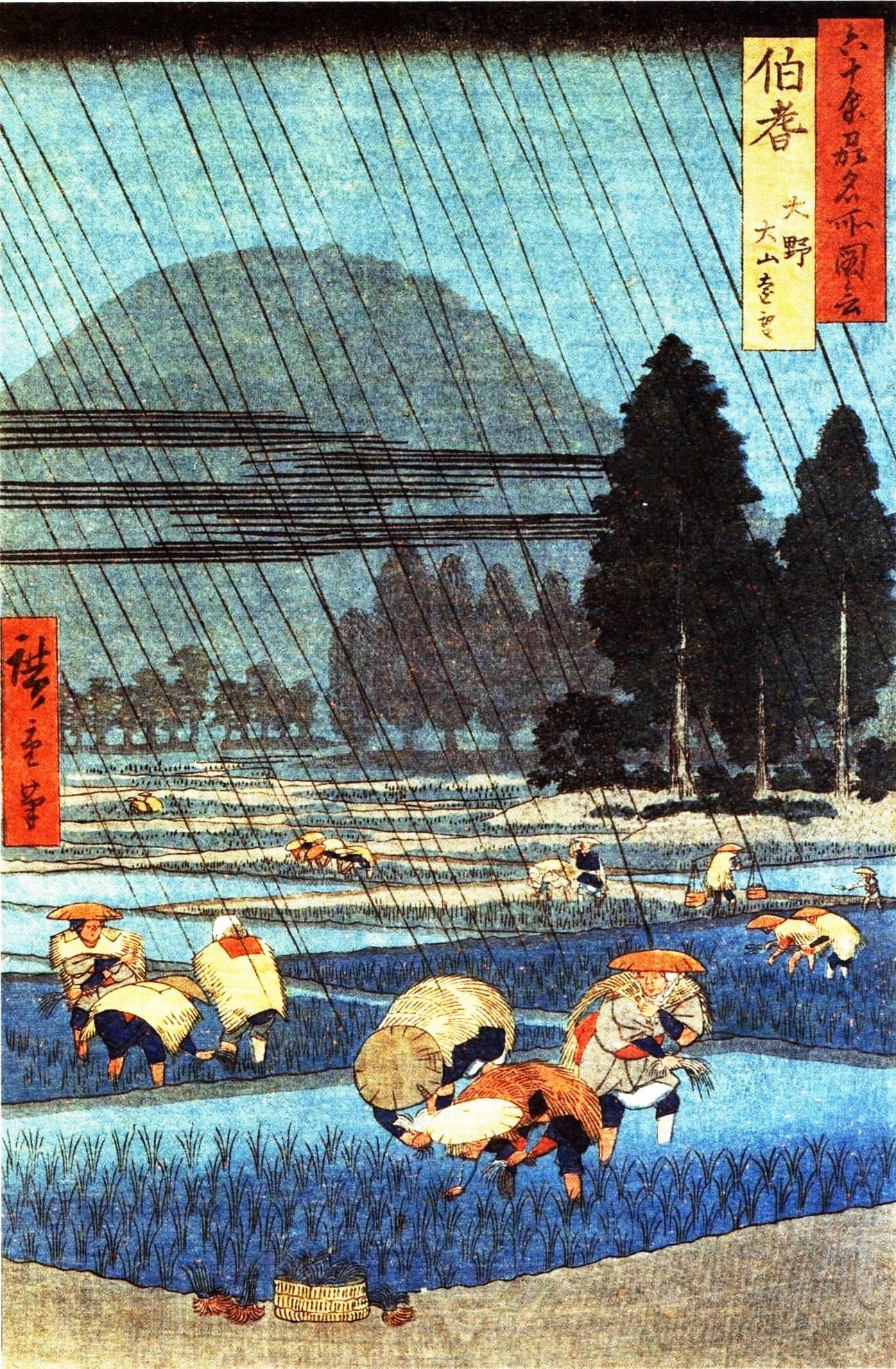
Utagawa Hiroshige, bản khắc gỗ Đồng lúa tại tỉnh Oki, nhìn từ O-Yama (1853)

Lúa châu Phi đã được thuần hóa từ khoảng 3.500 năm trước. Trong khoảng thời gian từ 1500 TCN đến 800 TCN thì O. glaberrima đã lan rộng từ trung tâm xuất phát của nó là lưu vực châu thổ sông Niger và mở rộng tới Sénégal. Tuy nhiên, nó không bao giờ phát triển xa khỏi khu vực nguồn gốc của nó. Việc gieo trồng loài lúa này thậm chí còn suy giảm do các giống châu Á, có thể đã được những người Ả Rập từ bờ biển phía đông đem tới châu Phi đại lục trong thời gian khoảng từ thế kỷ 7 đến thế kỷ 11.
Tổ tiên của lúa châu Á  O. sativa là một loại lúa hoang phổ biến (Oryza rufipogon) có nguồn gốc tại khu vực xung quanh vùng lưu vực sông Dương Tử (Trung Quốc). Hiện nay đây là giống lúa chính được gieo trồng làm cây lương thực trên khắp thế giới. Hơn 10.000 năm trước, cư dân nơi đây đã trồng loại lúa nước, và nó được xem như là quê hương của loại cây lương thực này vì nơi đây có đủ mọi điều kiện để phát triển giống lúa này, và đó cũng là nơi đã xuất hiện nền văn minh lúa nước, nơi đây còn có thể xem là một trong những trung tâm nông nghiệp đầu tiên trên thế giới. (Xem Các giả thuyết về nguồn gốc thuần hoá cây lúa).
Các giống lúa trồng trên các vùng đất khô đã được đưa vào Nhật Bản và Triều Tiên khoảng những năm 1000 TCN. Các giống lúa nước có mặt tại Triều Tiên vào giữa thời kỳ đồ gốm Mumun (khoảng 850-550 TCN) và tới Nhật Bản vào khoảng thời kỳ Yayoi (khoảng 300 TCN).
O. sativa đã thích nghi với việc gieo trồng tại Trung Đông và Địa Trung Hải của châu Âu vào khoảng năm 800 TCN. Người Moor đã đem nó tới bán đảo Iberia khi họ xâm chiếm vùng này vào năm 711. Thời gian nửa sau của thế kỷ 15, thì lúa đã trải rộng tới Ý và sau đó là Pháp và sau đó là tất cả các châu lục khác trong thời kỳ khám phá và chinh phục lớn của người châu Âu. Năm 1694, lúa đã đến Nam Carolina, có lẽ có nguồn gốc từ Madagascar. Người Tây Ban Nha đem các giống lúa tới Nam Mỹ vào đầu thế kỷ 18.
Tại Hoa Kỳ, trong các khu vực Nam Carolina và Georgia thuộc địa thì người ta đã gieo trồng và tích lũy được tài sản lớn nhờ sức lao động của các nô lệ mua về từ khu vực Senegambia ở Tây Phi. Tại cảng Charleston, mà qua đó 40% nô lệ gốc Phi đã đi qua, các nô lệ được đưa tới các đồn điền trồng lúa tại khu vực xung quanh Georgetown, Charleston và Savannah. Từ các nô lệ, các chủ trang trại đồn điền đã học được cách thoát nước cho các đầm lầy và tưới tiêu nước theo chu kỳ cho các cánh đồng. Đầu tiên thóc được giã bằng tay với các chày gỗ, sau đó được sàng sẩy trong các dụng cụ gọi là giần và sàng (đây cũng là một kỹ xảo khác nữa của các nô lệ). Việc phát minh ra các thiết bị xay xát sử dụng trong các máy xay đã làm tăng khả năng sinh lãi của loài cây này, cũng như việc thêm vào động cơ sử dụng nước cho các máy xay vào năm 1787 của người thợ làm cối xay Jonathan Lucas đã là một bước tiến mới. Việc gieo trồng lúa ở đông nam Hoa Kỳ trở nên ít lời lãi hơn với sự mất đi của lao động nô lệ sau Nội chiến Hoa Kỳ và cuối cùng nó đã mất hẳn khi bước vào thế kỷ 20.

## Các giống
Các giống lúa thông thường được phân loại theo cấu trúc và hình dạng hạt gạo của chúng. Ví dụ, một giống lúa thơm của Thái Lan cho loại gạo hạt dài và tương đối ít mềm, do gạo hạt dài chứa ít amylopectin hơn so với các giống hạt ngắn. Các nhà hàng Trung Hoa thông thường đưa ra món cơm nấu bằng gạo hạt dài. Các loại gạo nếp là gạo hạt ngắn. Người Trung Quốc dùng gạo nếp để làm bánh nếp có tên gọi là 粽子 (tống tử). Gạo Nhật Bản là loại gạo hạt ngắn và mềm. Gạo dùng để nấu rượu sakê 酒（さけ）là một loại gạo khác.

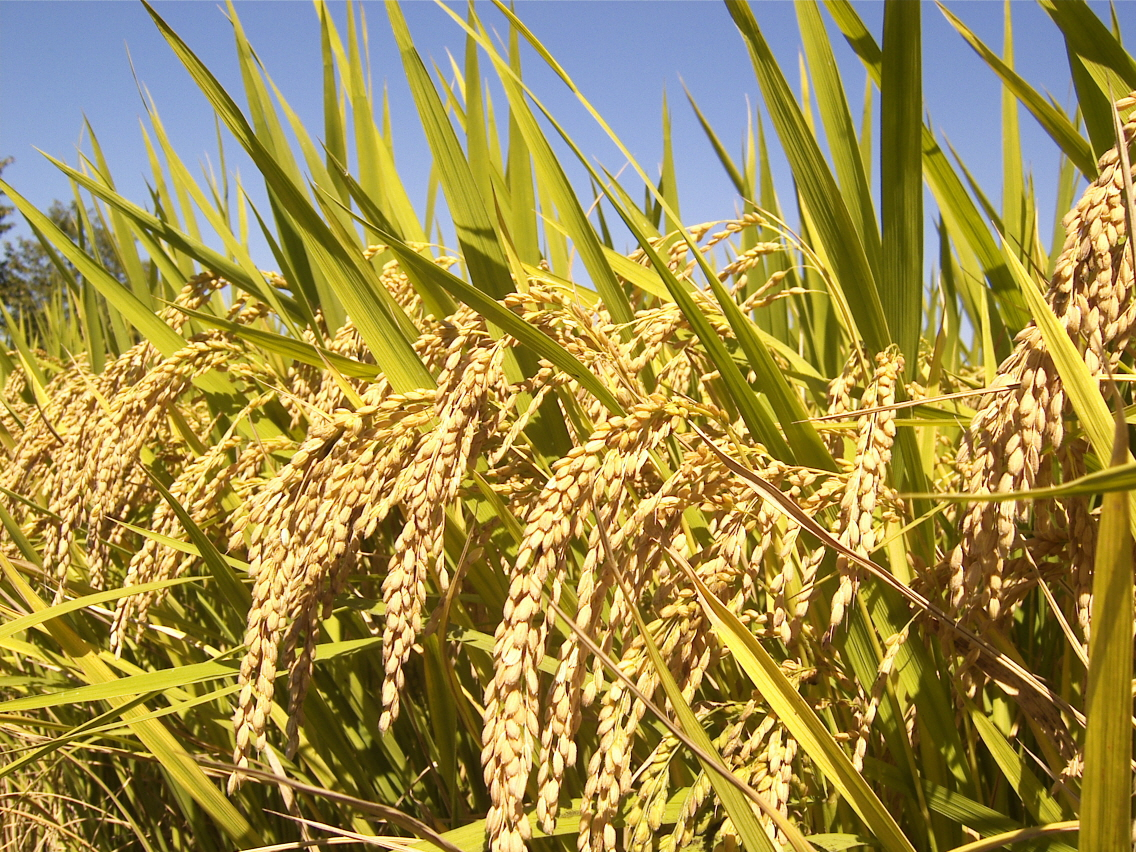
Lúa chín vàng

Các giống lúa Ấn Độ bao gồm gạo hạt dài và gạo thơm Basmati (gieo trồng ở phía bắc), gạo hạt dài và trung bình là gạo Patna và loại gạo hạt ngắn Masoori. Thóc ở Đông Ấn và Nam Ấn, thông thường được luộc trong các chảo lớn ngay sau khi thu hoạch và trước khi loại bỏ trấu; trong tiếng Anh gọi là parboiled rice (gạo đồ). Sau đó người ta sấy khô và loại bỏ trấu. Nó thông thường có các vết đốm nhỏ màu đỏ và có hương vị khói từ lửa. Thông thường các loại thóc thô được dùng cho mục đích này. Nó giúp cho việc giữ lại các vitamin tự nhiên và giết chết các loại nấm mốc hoặc các chất gây ô nhiễm khác, nhưng dẫn tới có mùi lạ. Loại gạo này dễ tiêu hóa và chủ yếu được những người lao động chân tay dùng. Tại miền nam Ấn Độ, nó được dùng để làm một loại bánh bao nhỏ có tên là idli.

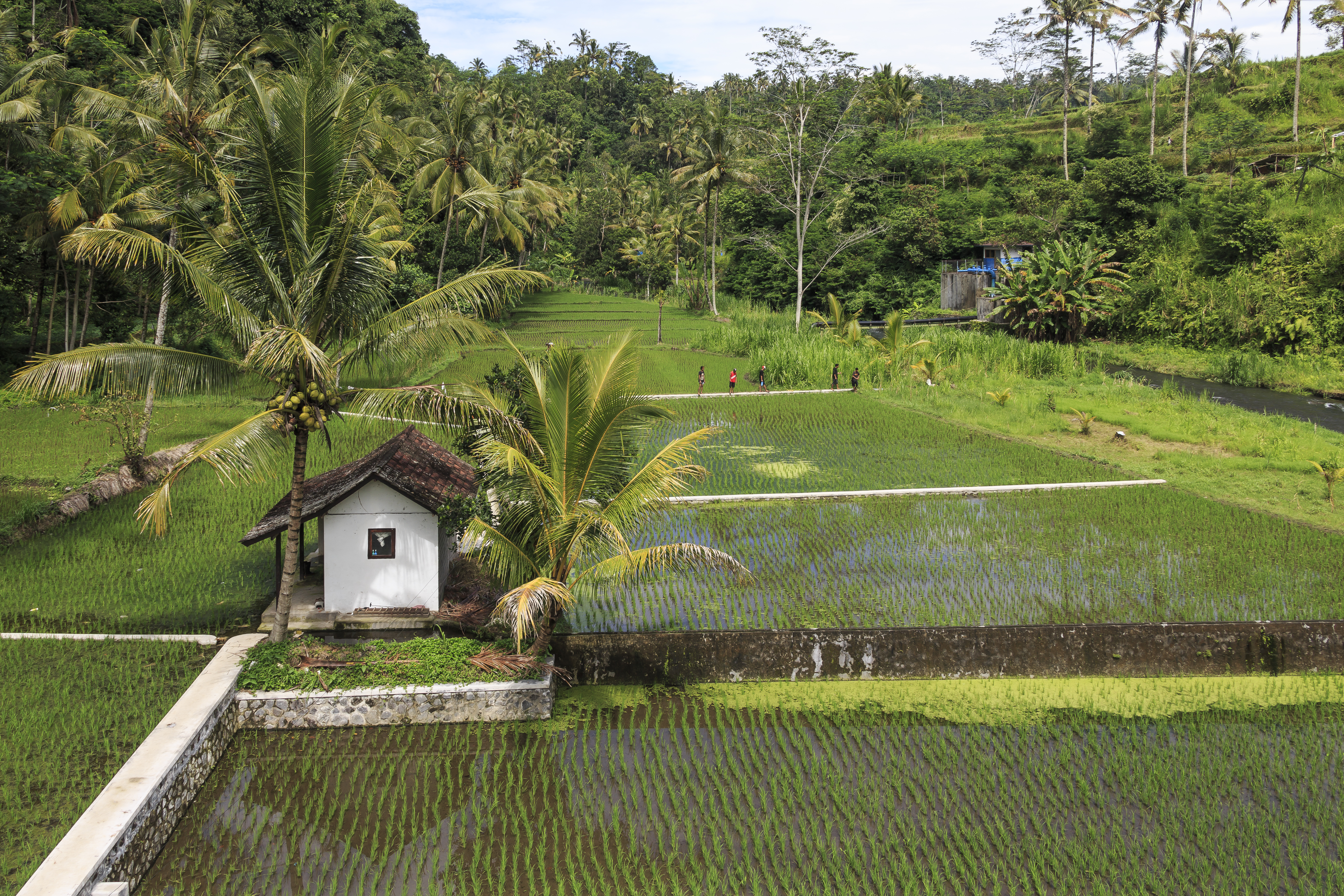
Một khu ruộng lúa với hệ thống thủy lợi tại Bali, Indonesia.

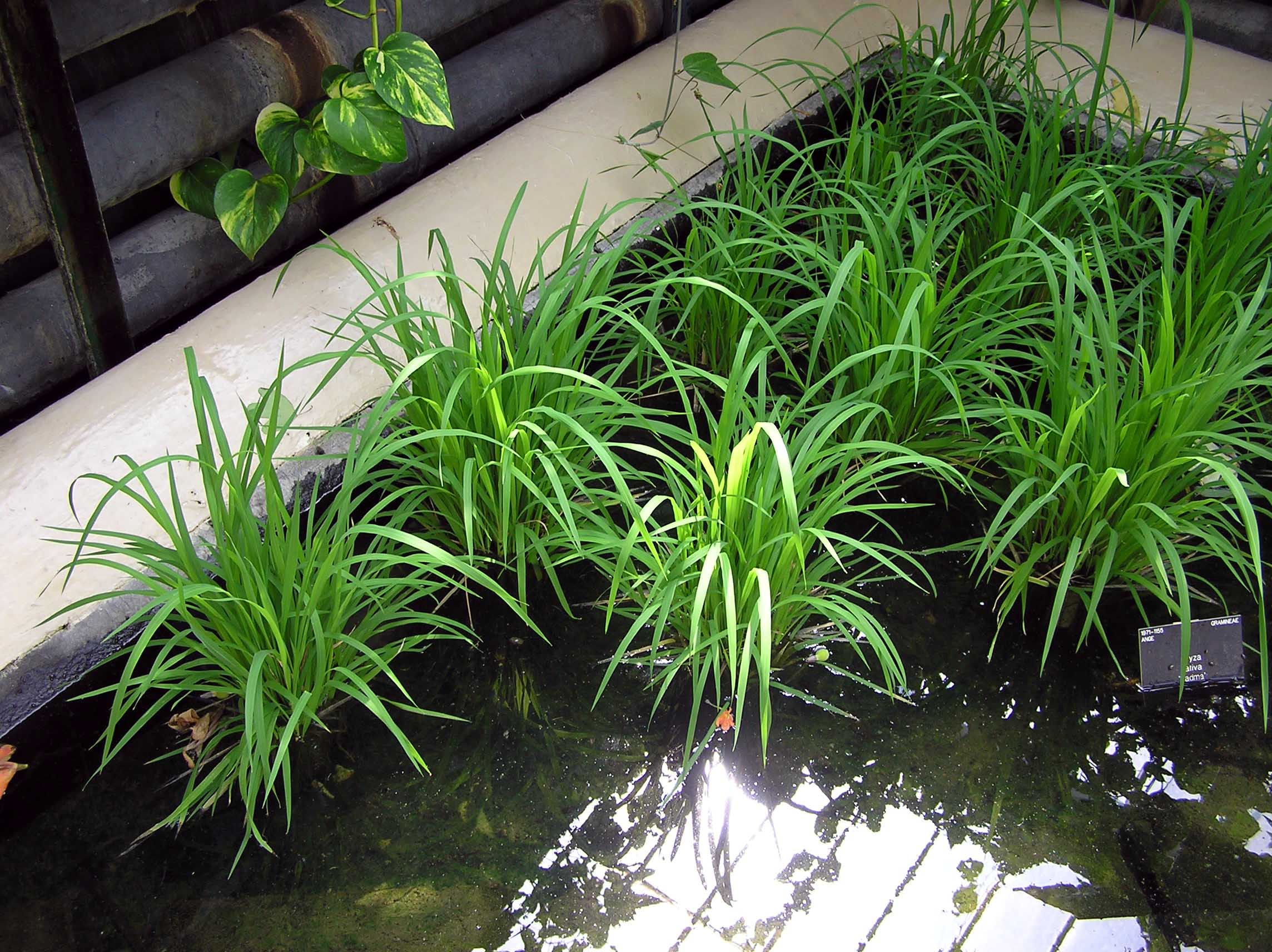
Ruộng lúa (Oryza sativa) tại Vườn thực vật hoàng gia Kew, Luân Đôn

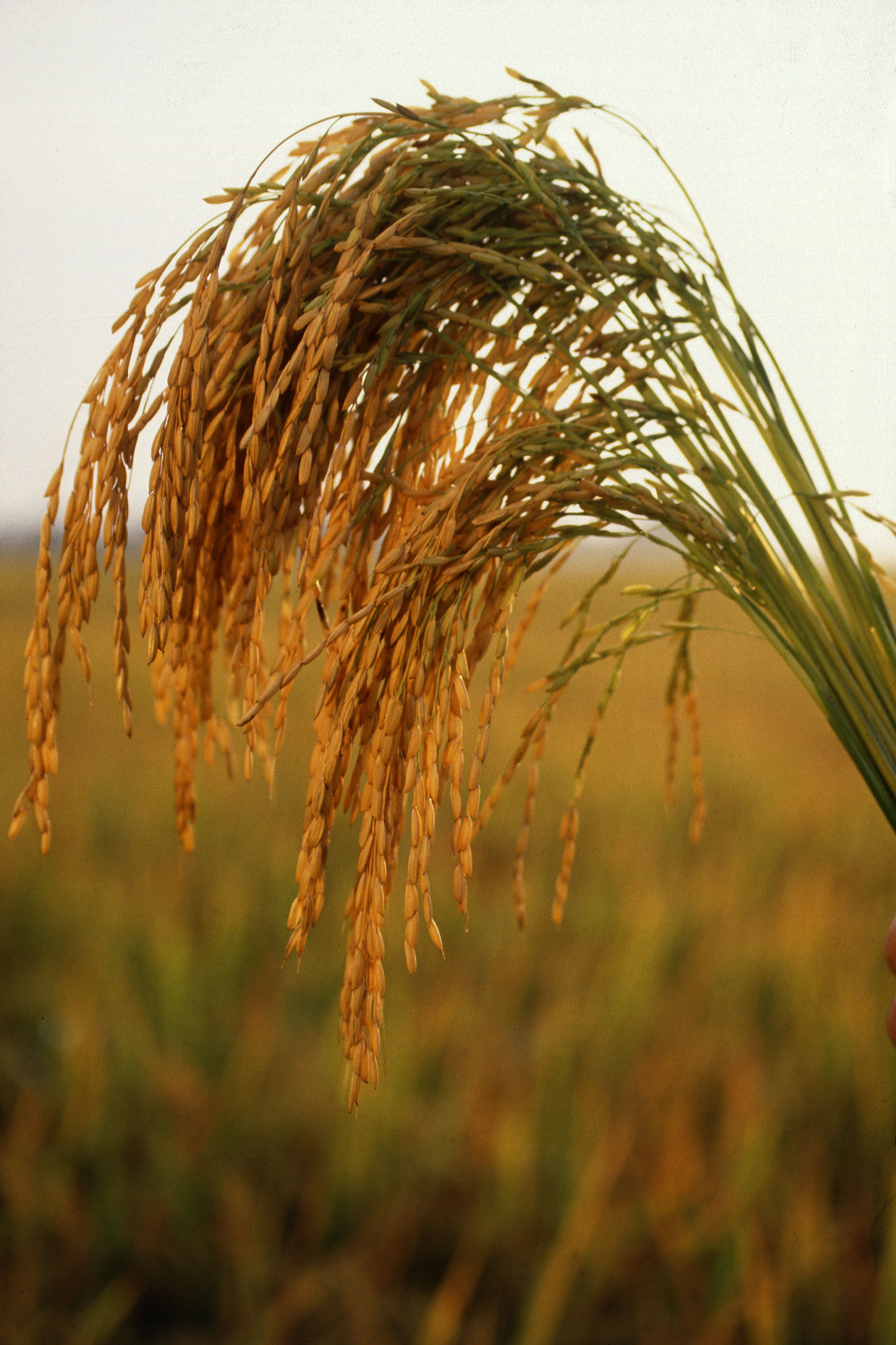
Giống lúa hạt dài Mỹ

Các giống gạo thơm có hương vị thơm đặc biệt; các giống đáng chú ý nhất bao gồm các loại Basmati, gạo Patna kể trên cũng như các giống lai từ Mỹ được bán dưới tên gọi thương phẩm Texmati. Nó là giống lai giữa Basmati và giống gạo hạt dài Mỹ đã gây ra nhiều tranh cãi. Cả Basmati và Texmati có hương vị tương tự như bắp rang. Tại Indonesia còn có các giống gạo đỏ và đen.
Các giống năng suất cao thích hợp để gieo trồng tại châu Phi và các khu vực khô cằn khác được gọi là các giống mới cho châu Phi (NERICA) cũng đã được tạo ra. Người ta hy vọng rằng các giống mới này sẽ tạo ra sự ổn định hơn nữa cho an ninh lương thực tại Tây Phi.
Các nhà khoa học cũng đang tìm cách tạo ra giống lúa vàng, là loại lúa biến đổi gen để tạo ra beta caroten, tiền thân của vitamin A. Điều này đã làm dấy lên sự tranh cãi lớn về việc lượng beta caroten có đáng kể hay không và việc biến đổi gen lương thực có đáng giá đến vậy hay không.
Các giống lúa lùn cho hai giống phổ biến nhất là O. sativa indica và O. sativa japonica, đã được công bố vào tháng 4 năm 2002. Lúa cũng đã được chọn lựa làm sinh vật mẫu để nghiên cứu sinh học của các loài cỏ thực thụ do bộ gen tương đối nhỏ của nó (khoảng 430 mega cặp cơ sở). Kết quả là lúa đã là loài sinh vật đầu tiên được hoàn thành bản đồ gen . Lúa Basmati là bản mẫu chung cho phần lớn các dạng lúa.
Ngày 16 tháng 12 năm 2002, Đại hội đồng Liên hiệp quốc ra tuyên bố rằng năm 2004 là năm quốc tế về gạo. Bản tuyên bố này đã được 43 quốc gia ủng hộ:
- Bangladesh
- Brunei
- Burkina Faso
- Campuchia
- Cuba
- Síp
- Ecuador
- Fiji
- Gabon
- Grenada
- Guyana
- Ấn Độ
- Indonesia
- Nhật Bản
- Kazakhstan
- CHDCND Triều Tiên
- Kuwait
- Kyrgyzstan
- Lào
- Madagascar
- Malaysia
- Mali
- Quần đảo Marshall
- Mauritanie
- Myanmar
- Nauru
- Nepal
- Nicaragua
- Niger
- Nigeria
- Pakistan
- Papua New Guinea
- Perú
- Philippines
- Saint Vincent và Grenadines
- Singapore
- Sri Lanka
- Sudan
- Tajikistan
- Thái Lan
- Togo
- Việt Nam
- Zambia

## Gieo trồng
Việc trồng lúa phù hợp nhất tại các khu vực với chi phí nhân công thấp và lượng mưa lớn, do nó đòi hỏi nhiều nhân công để gieo trồng và cần nhiều nước để phát triển tốt. Tuy nhiên, lúa có thể trồng ở bất kỳ đâu, thậm chí ở cả các sườn đồi hay núi. Lúa là loại cây trồng đứng hàng thứ ba trên thế giới, chỉ sau ngô và lúa mì. Mặc dù các loài lúa có nguồn gốc ở khu vực Đông Nam Á và một phần nào đó của châu Phi, nhưng hàng thế kỷ thương mại và xuất khẩu thóc, gạo đã làm cho nó trở thành phổ biến trong nhiều nền văn minh.
Lúa thông thường được gieo hay cấy trong các ruộng lúa nước - các mảnh ruộng được tưới hay ngâm trong một lớp nước không sâu lắm với mục đích đảm bảo nguồn nước cho cây lúa và ngăn không cho cỏ dại phát triển. Khi cây lúa đã phát triển và trở thành chủ yếu trong các ruộng lúa thì nước có thể tưới tiêu theo chu kỳ cho đến khi thu hoạch mùa màng. Các ruộng lúa có tưới tiêu nước làm tăng năng suất, mặc dù lúa có thể trồng tại các vùng đất khô hơn (chẳng hạn các ruộng bậc thang ở sườn đồi) với sự kiểm soát cỏ dại nhờ các biện pháp hóa học.
Ở một vài khu vực có mực nước sâu, người ta cũng có thể trồng các giống lúa mà dân gian gọi nôm na là lúa nổi. Các giống lúa này có thân dài có thể chịu được mực nước sâu tới trên 2 mét (6 ft).

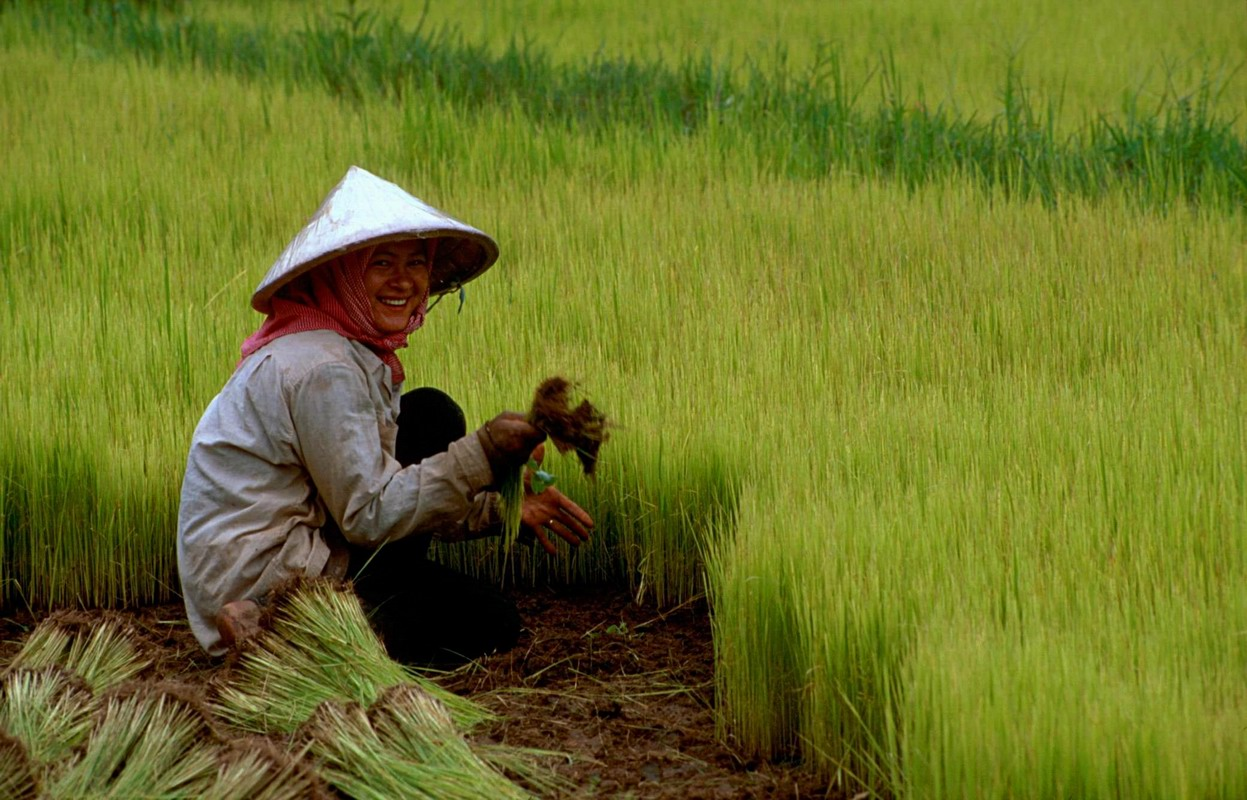
Một người phụ nữ đang nhổ mạ

Các ruộng lúa nhiều nước còn là môi trường sinh sống thích hợp cho nhiều loài chim như cò, vạc, bồ nông, diệc hay chim chích, nhiều loài động vật lưỡng cư như ếch, nhái hay bò sát như rắn hoặc các động vật giáp xác như tôm, tép, cua hay ốc. Nhiều loài động vật có các chức năng hữu ích trong việc kiểm soát các loài sâu bệnh.

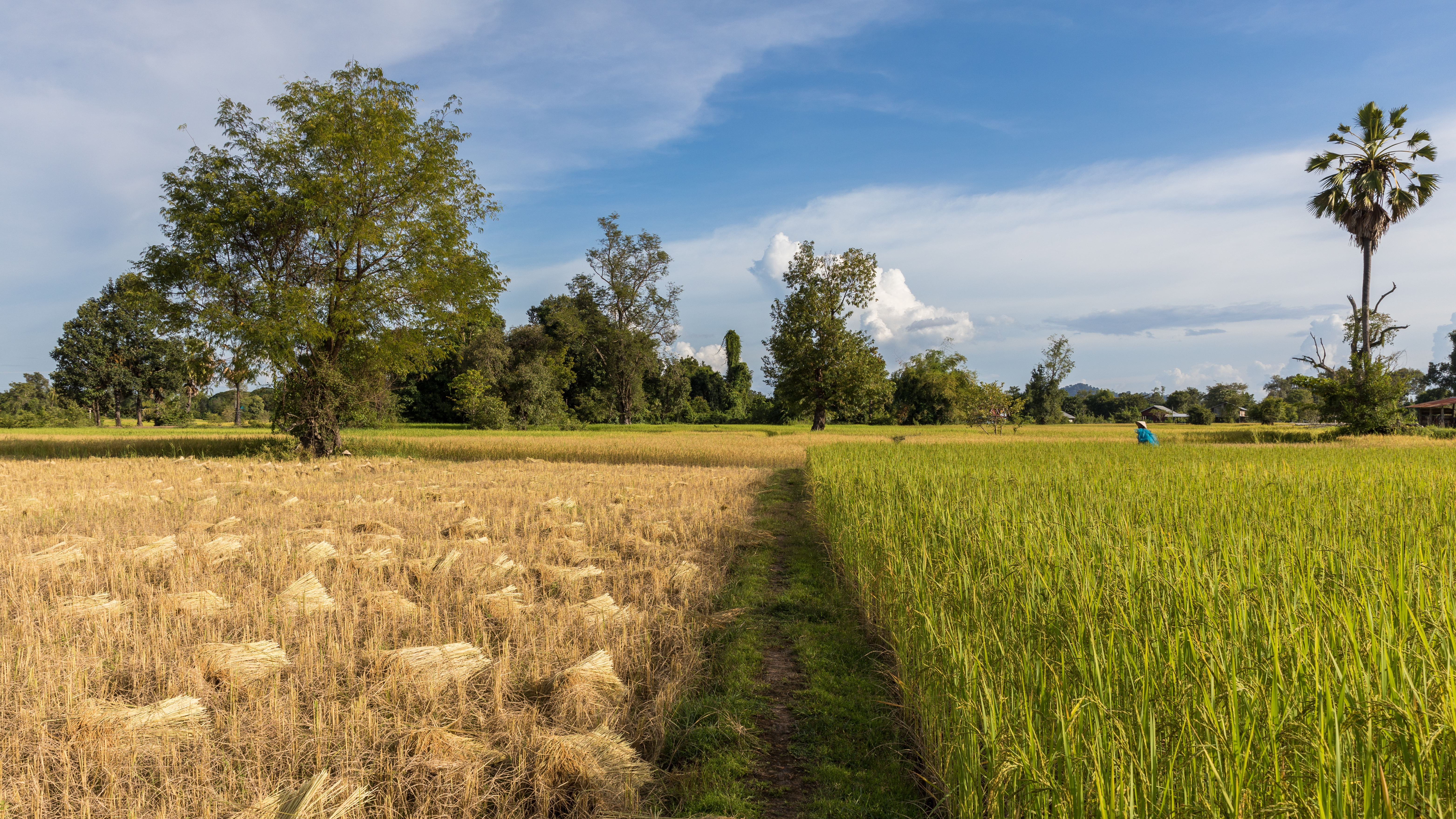
Con đường giữa ruộng lúa tại Si Phan Don, Lào, trong mùa thu hoạch tháng 10 năm 2017, bên trái với lúa vàng đã cắt và bên phải còn xanh.

Dù trồng trong ruộng nước hay ruộng khô thì cây lúa vẫn đòi hỏi một lượng nước lớn hơn nhiều so với các loại cây trồng khác. Việc gieo trồng lúa là một công việc chứa đựng các yếu tố mâu thuẫn tại một vài khu vực, chẳng hạn tại Hoa Kỳ và Australia, là các khu vực mà việc gieo trồng lúa chiếm tới 7% tài nguyên nước của các quốc gia này nhưng chỉ tạo ra 0,02% GDP. Tuy nhiên, tại các quốc gia có mùa mưa - bão theo chu kỳ thì việc gieo trồng lúa còn có tác dụng giữ cho việc cung cấp nước được duy trì ổn định hơn cũng như ngăn chặn lũ lụt không bị đột ngột. Bệnh đạo ôn, do loài nấm Magnaporthe grisea gây ra, là loại bệnh đáng chú ý nhất gây ảnh hưởng tới năng suất lúa. Lúa còn bị một số sâu bệnh phá hoại như cháy cổ lá, bạc lá, rầy nâu (Nilaparvata lugens), châu chấu, bọ trĩ, rầy lưng trắng, rầy xanh đuôi đen, rầy xám, các loài bọ xít (họ Pentatomidae) như bọ xít đen, bọ xít xanh, bọ xít dài, bọ xít gai, sâu cuốn lá nhỏ, sâu cuốn lá lớn, sâu đục thân lúa hai chấm, sâu năm vạch đầu nâu, sâu năm vạch đầu đen, sâu cú mèo, sâu keo, sâu cắn gié, sâu đo xanh, ruồi đục nõn, sâu nâu,...

## Lương thực

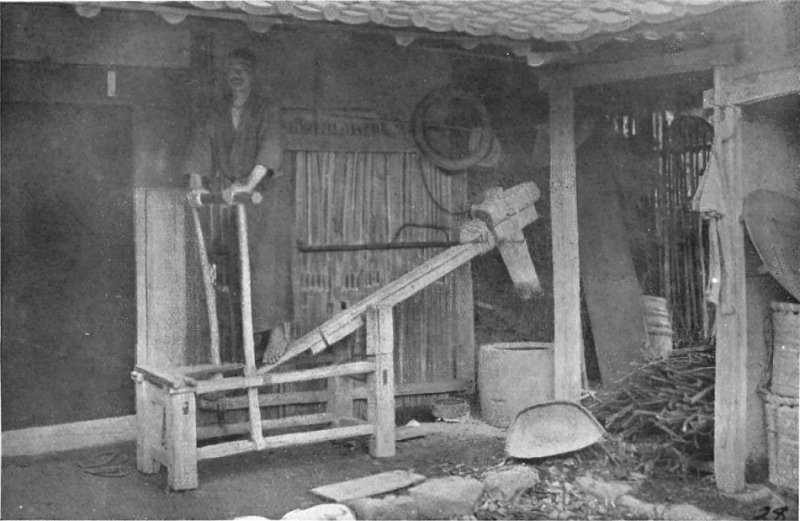
Cối giã gạo tại Nhật Bản vào khoảng thập niên 1920

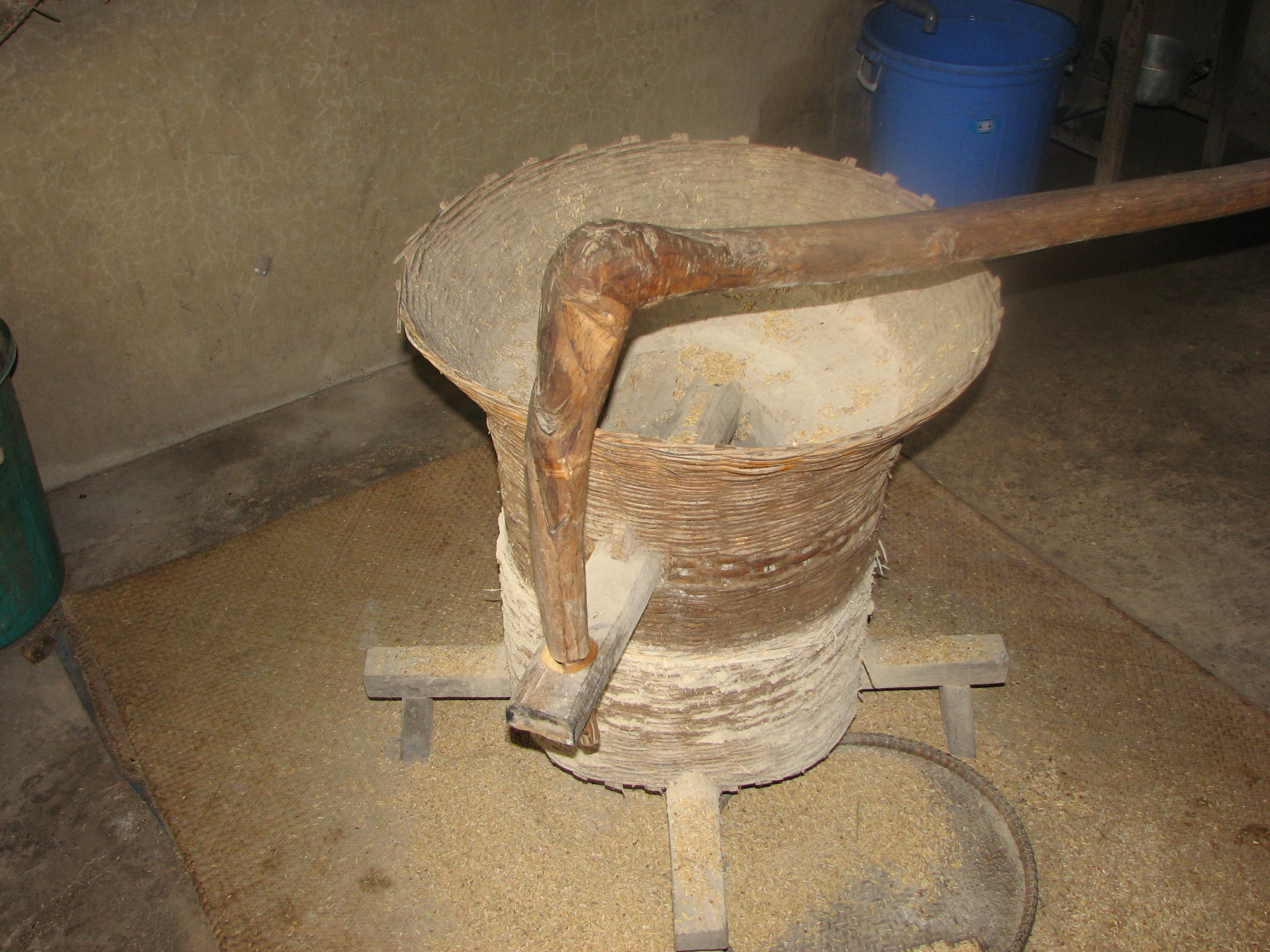
Cối xay thóc tại Việt Nam thời xưa

Hạt thóc trước tiên được xay để tách lớp vỏ ngoài, đây là gạo xay còn lẫn trấu. Quá trình này có thể được tiếp tục, nhằm loại bỏ hạt mầm và phần còn sót lại của vỏ, gọi là cám, để tạo ra gạo. Gạo sau đó có thể được đánh bóng bằng glucose hay bột tan (talc) trong một quy trình gọi là đánh bóng gạo, chế biến thành bột gạo hoặc thóc được chế biến thành loại thóc luộc thô. Gạo cũng có thể được bổ sung thêm các chất dinh dưỡng, đặc biệt là các chất bị mất đi trong quá trình xay xát. Trong khi phương pháp đơn giản nhất là trộn thêm các chất dinh dưỡng dạng bột mà rất dễ bị rửa trôi theo nước (tại Hoa Kỳ thì gạo được xử lý như vậy cần có tem mác cảnh báo chống rửa/vo gạo) thì phương pháp phức tạp hơn sử dụng các chất dinh dưỡng trực tiếp lên trên hạt gạo, bao bọc hạt gạo bằng một lớp chất không hòa tan trong nước có tác dụng chống rửa trôi.

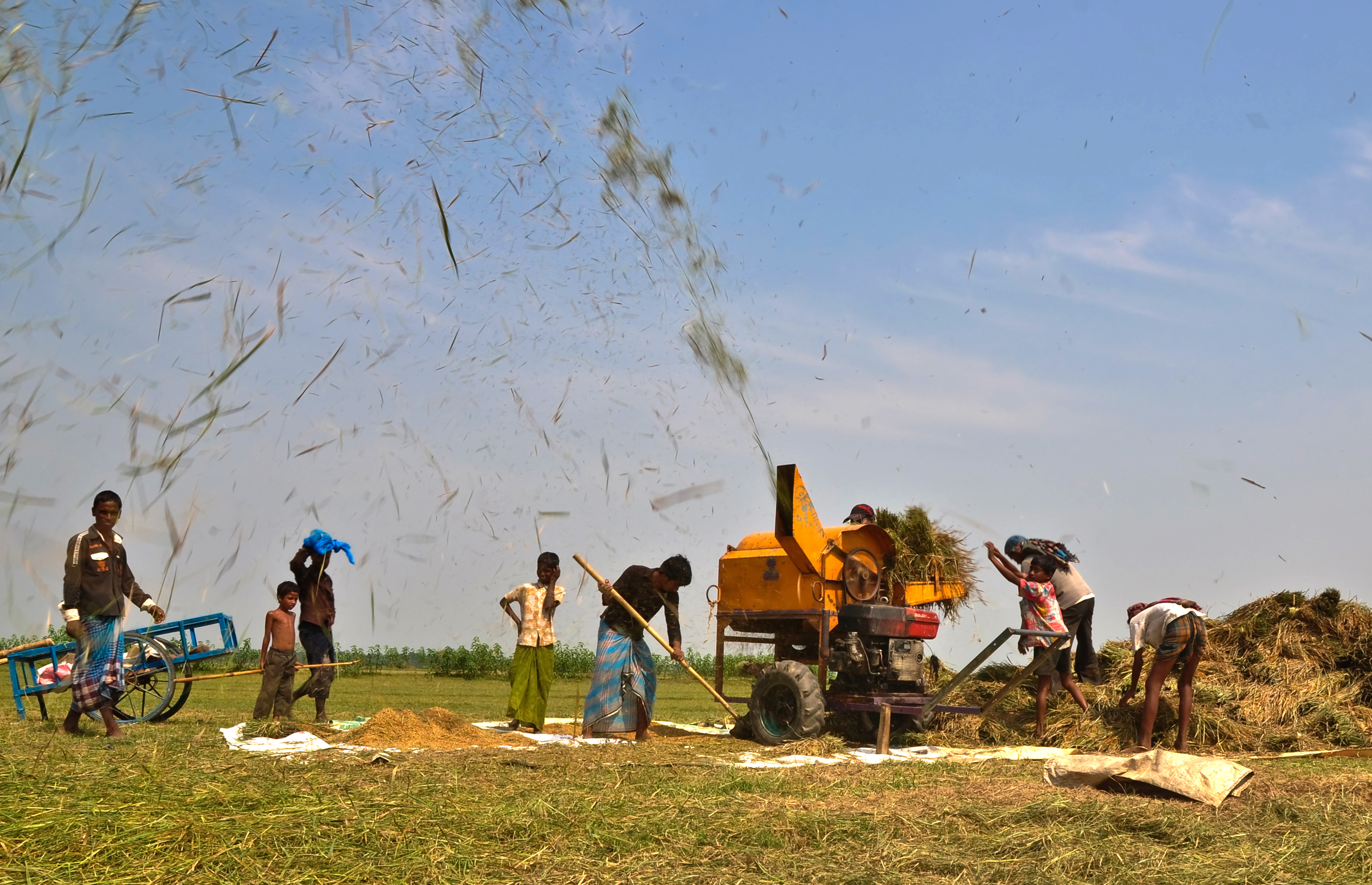
Đập lúa bằng máy ở Bangladesh

Trong khi việc rửa gạo làm giảm sự hữu ích của các loại gạo được làm giàu thì nó lại là cực kỳ cần thiết để tạo ra hương vị thơm ngon hơn và ổn định hơn khi gạo đánh bóng (bất hợp pháp tại một số quốc gia, như Hoa Kỳ) được sử dụng.
Cám gạo, gọi là nuka ở Nhật Bản, là một mặt hàng có giá trị ở châu Á và được dùng cho nhiều nhu cầu thiết yếu hàng ngày. Nó là lớp chất dầu ẩm ướt bên trong được đun nóng lên để sản xuất một loại dầu ăn có lợi cho sức khỏe. Ứng dụng khác là để làm một loại rau dầm có tên gọi là tsukemono.
Tại nhiều nơi, gạo còn được nghiền thành bột để làm nhiều loại thức uống như amazake, horchata, sữa gạo và rượu sakê. Bột gạo nói chung an toàn cho những người cần có chế độ ăn kiêng gluten.

### Chế biến và nấu ăn

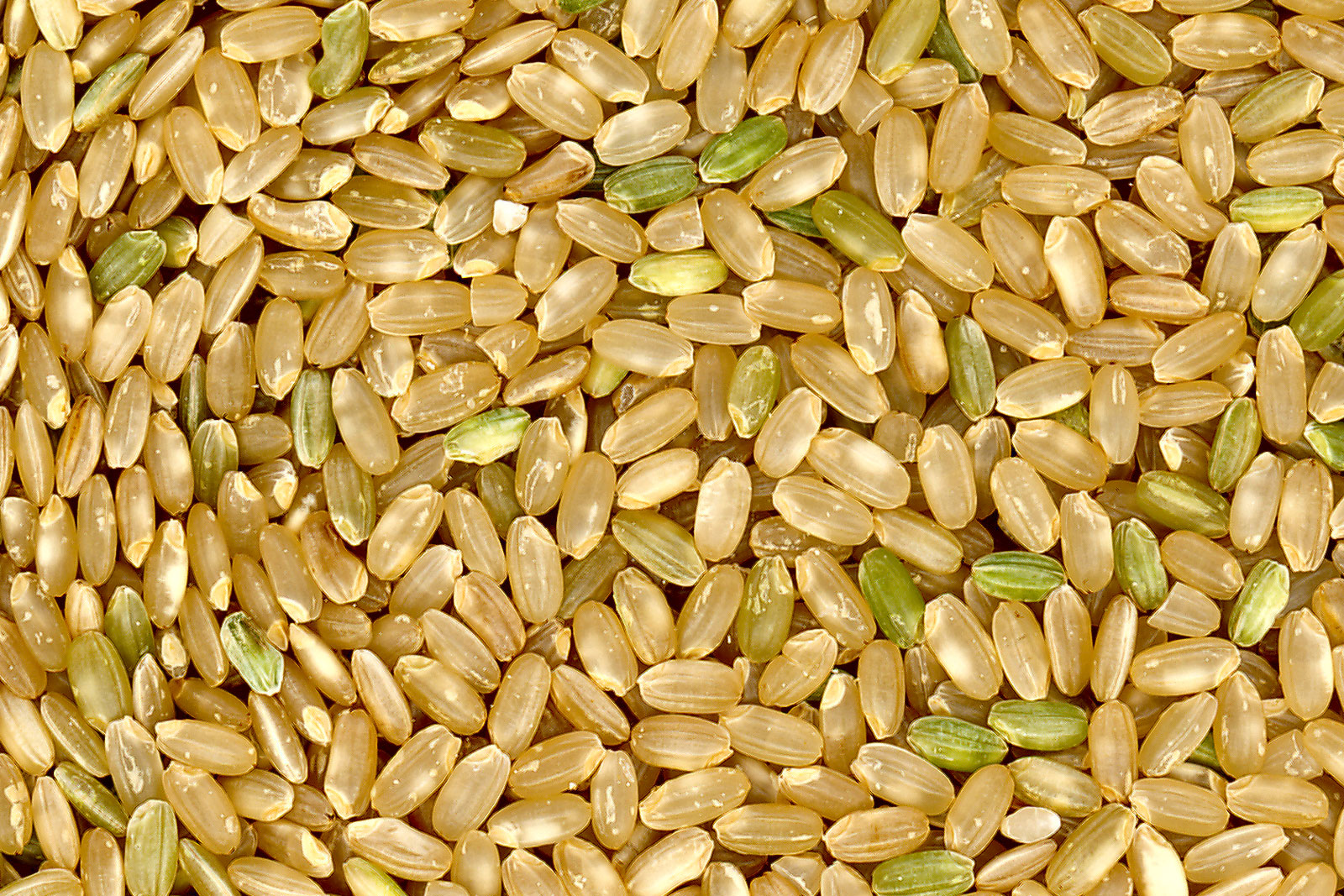
Gạo chưa xát (gạo lứt)

Sản phẩm chủ yếu từ gạo là cơm. Gạo có thể nấu thành cơm nhờ cách luộc trong nước (vừa đủ) hay bằng hơi nước. Các nồi cơm điện rất phổ biến ở châu Á, đã đơn giản hóa quá trình này.
Gạo cũng có thể nấu thành cháo bằng cách cho nhiều nước hơn bình thường. Bằng cách này gạo sẽ được bão hòa về nước và trở thành mềm, nở hơn. Các món cháo rất dễ tiêu hóa và vì thế nó đặc biệt thích hợp cho những người bị bệnh.
Khi nấu các loại gạo chưa xát bỏ hết cám, một cách thức nấu ăn giữ được các chất dinh dưỡng gọi là Cơm GABA hay GBR có thể sử dụng. Nó bao gồm việc ngâm gạo trong khoảng 20 giờ trong nước ấm (38 °C hay 100 °F) trước khi nấu. Quá trình này kích thích sự nảy mầm, và nó kích hoạt các enzym có trong gạo. Bằng cách này, người ta có thể thu giữ được nhiều amino acid hơn.

## Sản xuất và thương mại toàn cầu
Sản xuất gạo toàn cầu  đã tăng lên đều đặn từ khoảng 200 triệu tấn vào năm 1960 tới 600 triệu tấn vào năm 2004. Gạo đã xay xát chiếm khoảng 68% trọng lượng thóc ban đầu. Năm 2004, ba quốc gia sản xuất lúa gạo hàng đầu là Trung Quốc (31% sản lượng thế giới), Ấn Độ (20%) và Indonesia (9%).
Năm 2008, sản lượng lúa gạo của Trung Quốc đạt 193 triệu tấn, Ấn Độ 148 triệu tấn, Indonesia 60 triệu tấn, Bangladesh 47 triệu tấn, Việt Nam 39 triệu tấn, Thái Lan và Myanmar cùng đạt 30,5 triệu tấn.
Các số liệu về xuất nhập khẩu gạo lại khác hẳn, do chỉ khoảng 5-6% gạo được buôn bán ở quy mô quốc tế. Ba nhà xuất khẩu gạo hàng đầu thế giới là Thái Lan (26% sản lượng gạo xuất khẩu), Việt Nam (15%) và Hoa Kỳ (11%), trong khi ba nhà nhập khẩu gạo lớn nhất là Indonesia (14%), Bangladesh (4%) và Brasil (3%).

## Sản phẩm gạo và thị trường gạo của Việt Nam
Hiện nay, Việt Nam là nơi có gạo ngon nhất thế giới, được Liên minh châu Âu và các quốc gia khác trên thế giới công nhận như gạo ST25 của Việt Nam.

## Một vài hình ảnh

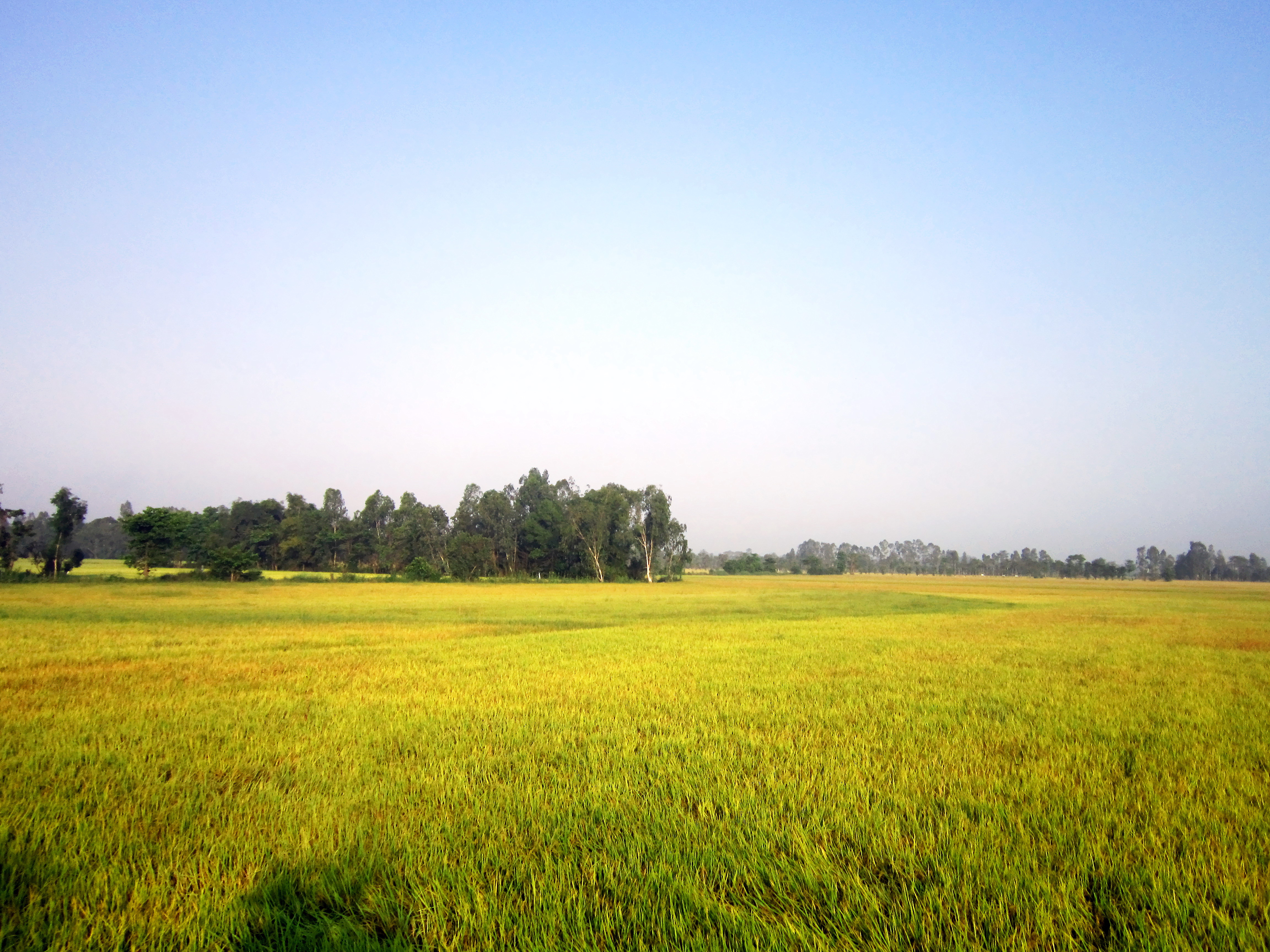
Một cánh đồng lúa chín tại Long Xuyên.
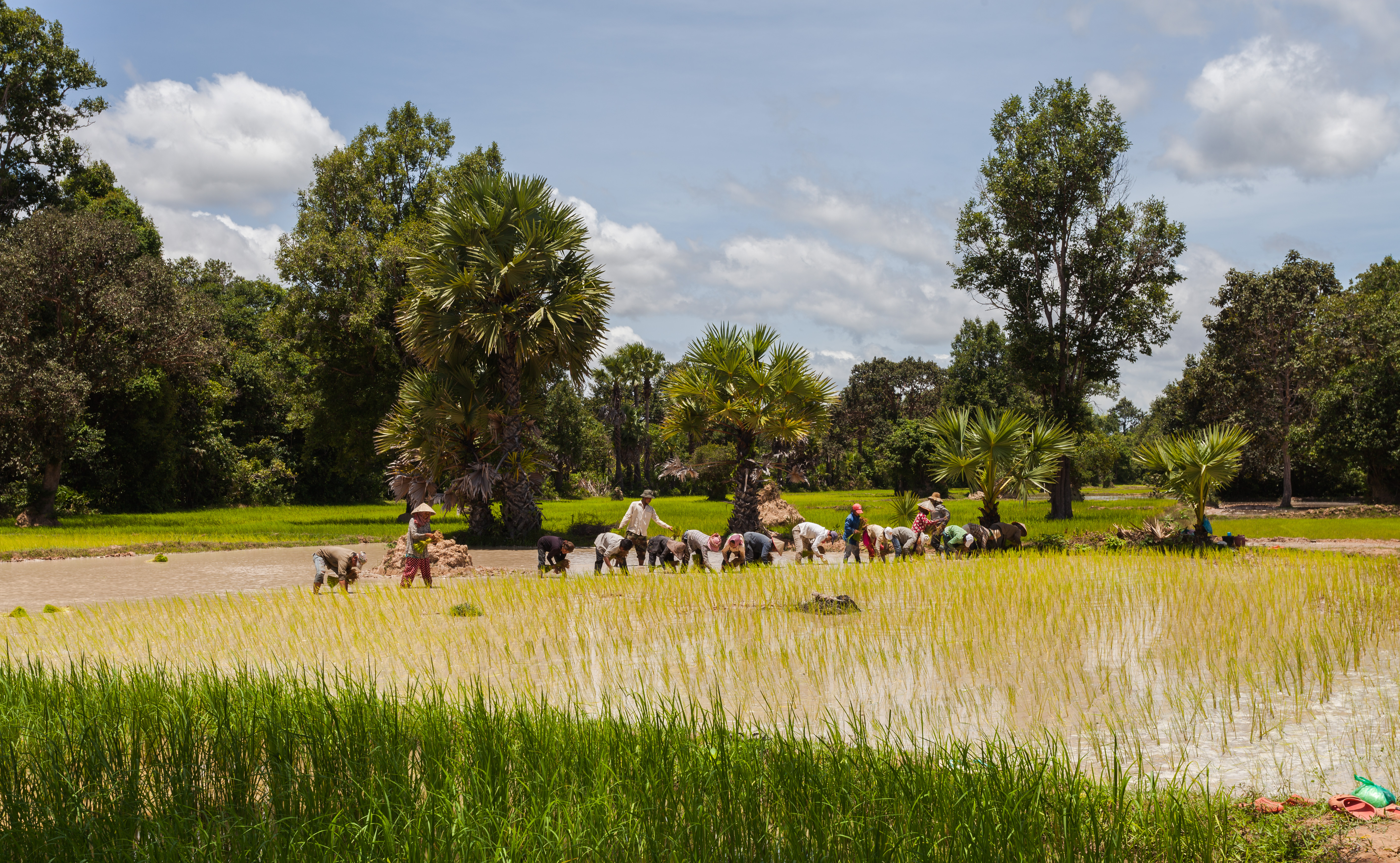
Gieo mạ trên ruộng lúa ở Angkor, Campuchia
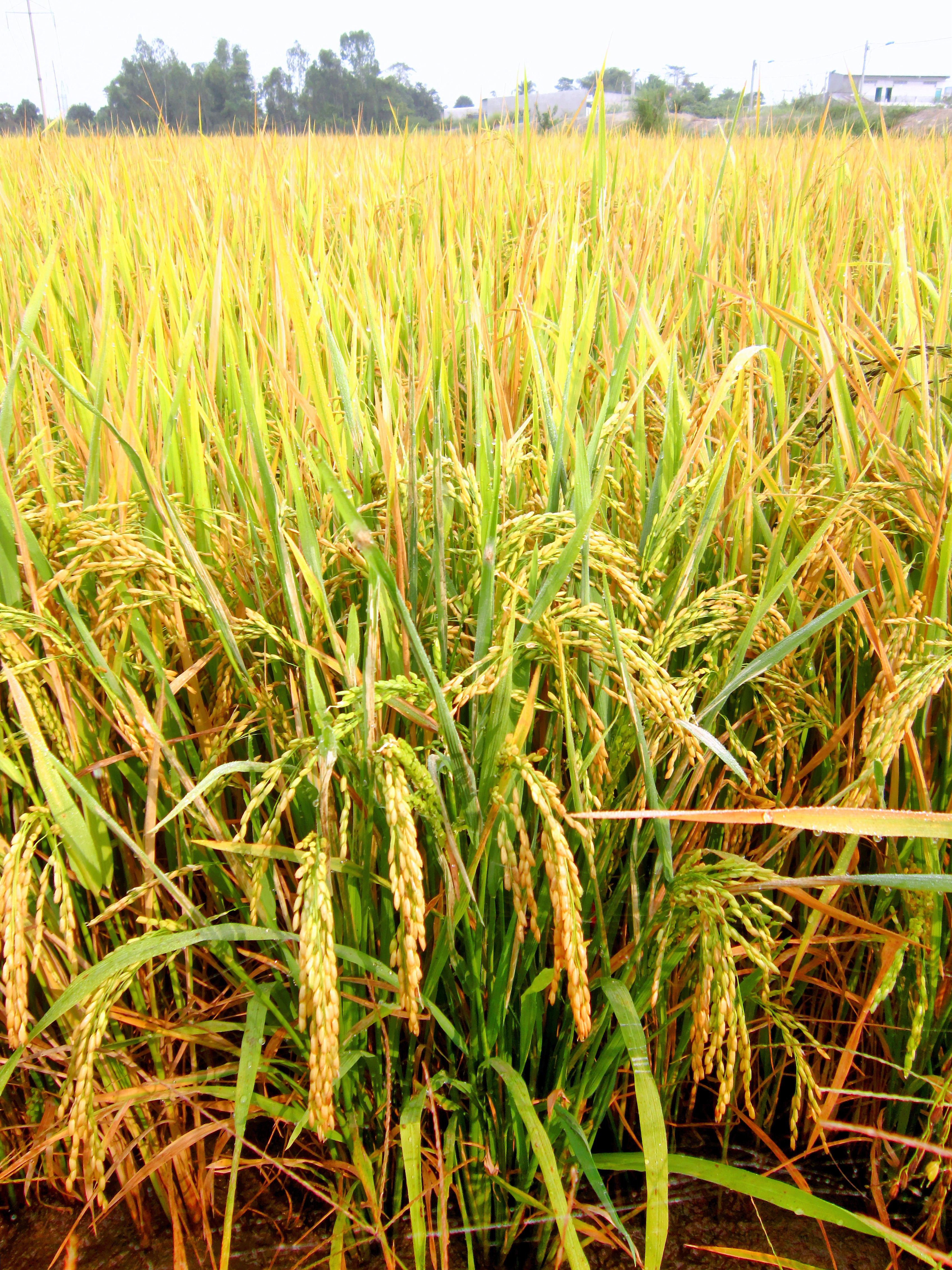
Lúa chín, có thể thu hoạch được.
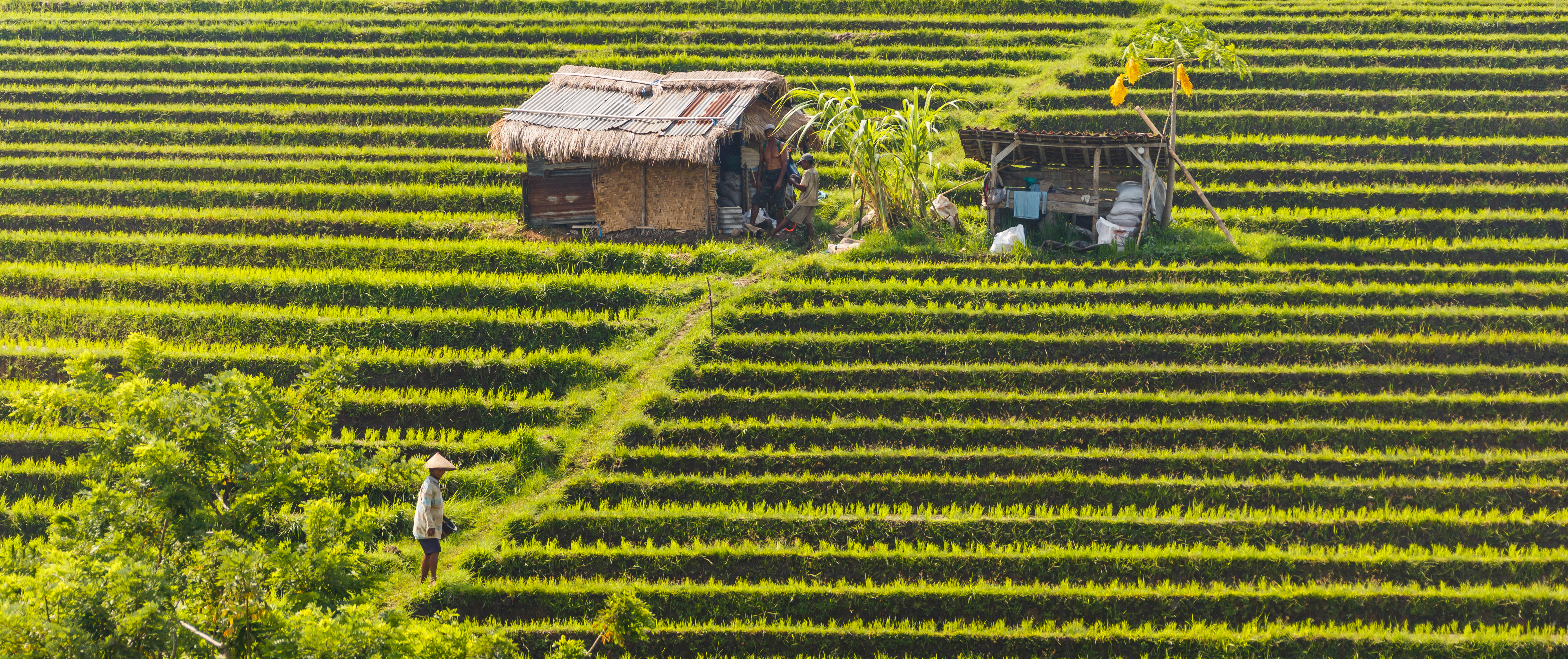
Ruộng bậc thang ở Tabanan, Bali, Indonesia
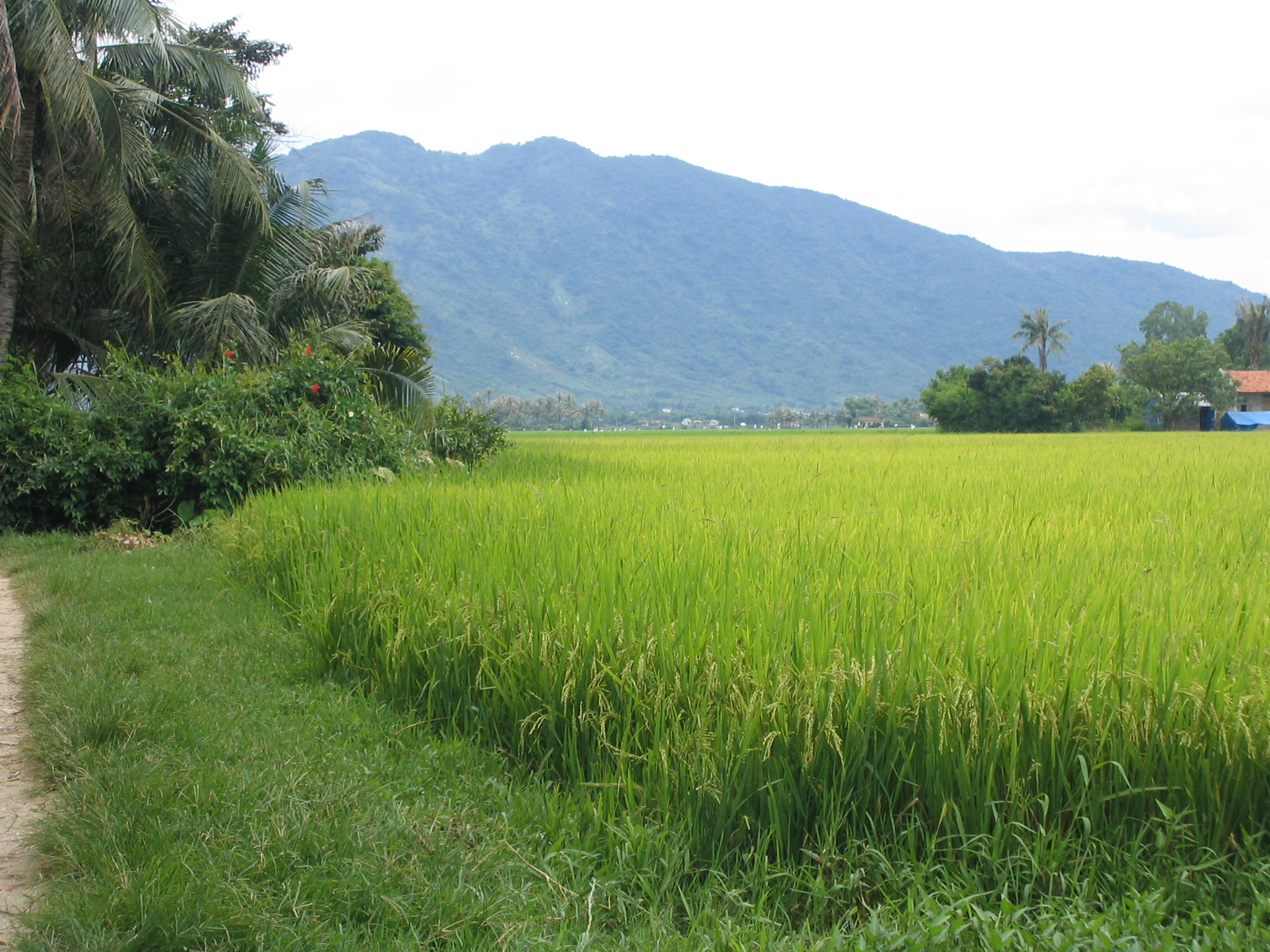
Ruộng lúa tại nông thôn Việt Nam.
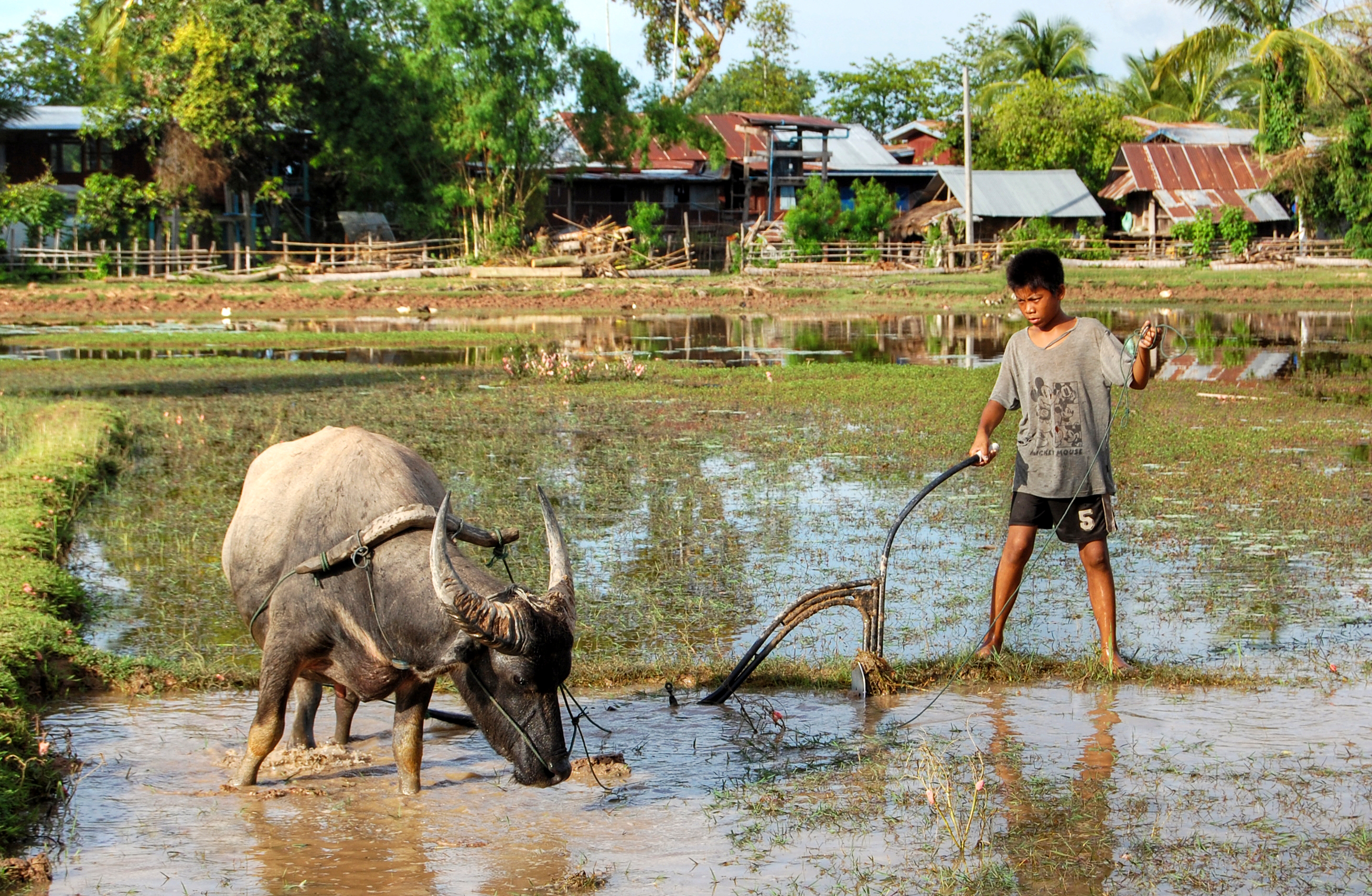
Cày ruộng với trâu ở Si Phan Don, Lào
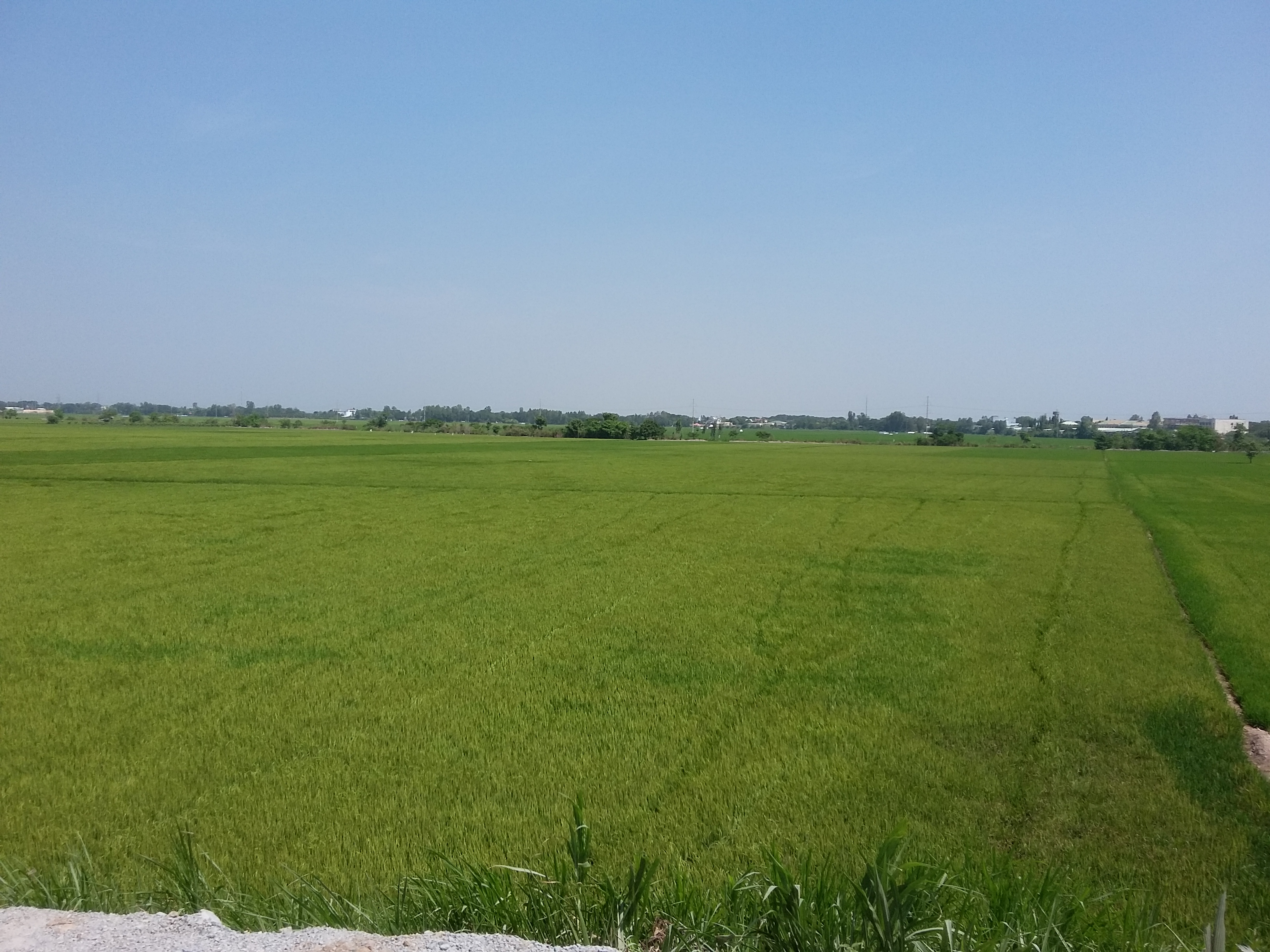
Đồng lúa ở xã Phú Hội huyện An Phú

### Chung
- 2004: Năm Gạo quốc tế Lưu trữ ngày 31 tháng 12 năm 2005 tại Wayback Machine
- Infocomm/UNCTAD Lưu trữ ngày 2 tháng 2 năm 2006 tại Wayback Machine
- IRRI - Viện Nghiên cứu Lúa Quốc tế
- Ngân hàng kiến thức về Lúa
- Plant Cultures.org: Lịch sử, thực vật học và công dụng của lúa Lưu trữ ngày 2 tháng 7 năm 2006 tại Wayback Machine
- Lúa Gạo Việt Nam Lưu trữ ngày 20 tháng 12 năm 2010 tại Wayback Machine

### Lúa trong nông nghiệp
- Hiệp hội Bệnh thực vật Hoa Kỳ (APS): Các loại bệnh của cây lúa (Oryza sativa) Lưu trữ ngày 2 tháng 2 năm 2007 tại Wayback Machine
- FAO: Hệ thống thông tin các nguồn nuôi dưỡng động vật: Oryza sativa Lưu trữ ngày 13 tháng 1 năm 2009 tại Wayback Machine
- IRRI: Các loại sâu phổ biến phá hại lúa Lưu trữ ngày 6 tháng 3 năm 2006 tại Wayback Machine
- Nguồn gốc các giống lúa Trung Quốc Lưu trữ ngày 23 tháng 3 năm 2005 tại Wayback Machine

### Bộ gen
- Oryza sativa: Bộ gen lúa, nền tảng cho các loại ngũ cốc khác
- Chương trình nghiên cứu bộ gen của lúa
- Hoàn thiện bộ gen lúa[liên kết hỏng]
- Bộ gen của Oryza sativa: Lịch sử nhân bản[liên kết hỏng]

### Lương thực
- Thực đơn từ gạo Lưu trữ ngày 20 tháng 4 năm 2006 tại Wayback Machine
- Sáng chế số 6.676.983 tại Hoa Kỳ Lưu trữ ngày 5 tháng 5 năm 2021 tại Wayback Machine

### Kinh tế
- SageVFoods.com với một số dữ liệu về sản xuất lúa theo khu vực tại Hoa Kỳ Lưu trữ ngày 14 tháng 4 năm 2006 tại Wayback Machine
- Thông tin thị trường của UNCTAD Lưu trữ ngày 22 tháng 4 năm 2006 tại Wayback Machine